# Under Your Skin
Under Your Skin é o sétimo álbum de estúdio da banda Saliva, lançado em 22 de março de 2011.

## Historia
Em setembro de 2009, Scott disse que o álbum estava "indo muito bem". Até agora, ele havia escrito cerca de nove músicas eo resto da banda.
Em 30 de agosto de 2010 a banda anuncia saída de Montoya da banda e seus planos para continuar como um quarteto. No mesmo dia eles também anunciaram que estavam no estúdio a trabalhar com Howard Benson como produtor, em vez de Bob Marlette.,
Em 12 de janeiro de 2011 Tunelab informou que o título do álbum Saliva mudou novamente, de Skin Deep para Under Your Skin. O primeiro single do álbum, "Nothing", foi disponibilizada para download no dia 1 de Fevereiro. "Nothing" alcançou o nº 34 na iTunes Top 100 Songs Rock nos Estados Unidos, mas alcançou uma maior posição no iTunes do Canadá Rock Songs Chart no nº 19.
"Badass" foi o segundo single do álbum. Foi lançado em 8 de março de 2011. Fez mais sucesso do que o primeiro single do álbum, "Nothing", alcançando o nº 7 no iTunes Top 100 Songs Rock nos EUA [ "badass" também foi destaque no filme Saw 3D.
O álbum estreou no nº 86 da Billboard 200, superando o álbum anterior da banda, Cinco Diablo, que alcançou o nº 104.

## Faixas
1. "Badass" - 3:05
2. "Better Days" - 3:41
3. "Nothing" - 3:08
4. "Hate Me" - 4:03
5. "Never Let You Go" - 3:36
6. "Prove Me Wrong" - 3:30
7. "Burn It Up" - 2:52
8. "Toxic Suicide " - 2:45
9. "Turn The Lights On" - 3:42
10. "Spotlight" - 3:11

### Outras músicas
Uma semana antes do lançamento do álbum, a banda lançou o álbum inteiro para Download em seu site de P2P. No primeiro dia, duas músicas foram: "Get Out Alive" e "The Key".
Muitos sites de P2P e Torrent têm diferentes álbuns, alguns com o tracklist divulgada, e outros que contenham "Get Out Alive"e "The Key". A tracklist é para aqueles:
1. Badass
2. Get Out Alive
3. Better Days
4. Nothing
5. Hate Me
6. Never Should've Let You Go
7. Prove Me Wrong
8. Burn It Up
9. The Key
10. Toxic Suicide
11. Turn The Lights On

## Desempenho nas paradas musicais
| Parada musical (2011)               | Posição |
| ----------------------------------- | ------- |
| Estados Unidos - Hard Rock Albums   | 5       |
| Estados Unidos - Alternative Albums | 15      |
| Estados Unidos - Rock Albums        | 22      |
| Estados Unidos - Billboard 200      | 86      |